# Клиффорд, Генри, 2-й граф Камберленд
Генри Клиффорд (англ. Henry Clifford; 1517 — 2 января 1570, Бруэм, Уэстморленд, Королевство Англия) — английский аристократ, 2-й граф Камберленд и 12-й барон де Клиффорд с 1542 года, рыцарь Бани. Был женат на Элеоноре Брэндон, племяннице короля Генриха VIII. Симпатизировал католикам, но в последний момент отказался от участия в Северном восстании.

## Биография
Генри Клиффорд принадлежал к знатному роду, владевшему обширными землями на севере Англии. Он был старшим из шести детей и двух сыновей Генри Клиффорда, 1-го графа Камберленда и 11-го барона де Клиффорда, и его второй жены Маргарет Перси, дочери Генри Элджернона, 5-го графа Нортумберленда. Генри-младший родился в 1517 году. В мае 1533 года, по случаю коронации Анны Болейн, он был посвящён в рыцари Бани. Не позже 1537 года Клиффорд женился на Элеоноре Брэндон — племяннице короля Генриха VIII. Этот брак стоил ему огромных расходов, так что сэру Генри пришлось продать большое поместье Темедбери в Херефордшире — самое старое из родовых владений.
В 1542 году, после смерти отца, Клиффорд унаследовал семейные поместья и титулы, став 2-м графом Камберлендом и 12-м бароном де Клиффордом. Его жена согласно акту о престолонаследии 1543 года стала седьмой в списке претендентов на престол после смерти Генриха VIII. Однако она умерла в 1547 году, пережив дядю всего на несколько месяцев, и сэр Генри уехал на север, сосредоточившись на управлении своими поместьями. После этого он посещал двор только трижды: по случаю коронации Марии I, свадьбы дочери и коронации Елизаветы I. Известно, что некоторое время Клиффорд был тяжело болен, и однажды его даже приняли за мёртвого и уложили на погребальный катафалк; во время выздоровления он, по данным одного из источников, около месяца питался молоком кормилицы.
В 1553—1559 годах Клиффорд занимал должность лорда-лейтенанта Уэстморленда, в 1557 году он стал верховным стюардом владений герцогов Ланкастерских в Йоркшире. В июле 1561 года сэра Генри и лорда Дакра, его второго тестя, обвиняли в том, что они защищали папских священников в северных графствах; аналогичное обвинение было выдвинуто в феврале 1562 года. В 1569 году граф пообещал другим католическим баронам своё участие в планировавшемся восстании, целью которого было возведение на престол Марии Шотландской, однако в критический момент передумал и даже поддержал Генри Скрупа, 9-го барона Скрупа из Болтона, боровшегося с повстанцами. Вскоре после этого, в январе 1570 года, Генри Клиффорд умер в своём замке Бруэм в Уэстморленде. Он был похоронен в Скиптоне.
Дочь описывает Клиффорда как человека «прилежного во всех науках» и много занимавшегося алхимией. Известно, что у графа была большая библиотека.

## Семья
Второй граф Камберленд был женат дважды. Первой его женой не позже 1537 года стала Элеонора Брэндон — дочь Чарльза Брэндона, 1-го герцога Саффолка, от его третьего брака с Марией Английской, дочерью короля Генриха VII. Она родила Клиффорду трёх детей. Это были:
- Леди Маргарет Клиффорд (1540 — 29 сентября 1596), жена Генри Стэнли, 4-го графа Дерби[4];
- Генри Клиффорд (умер в возрасте двух или трёх лет)[6];
- Чарльз Клиффорд (умер во младенчестве)[6].

После смерти Элеоноры Клиффорд женился на Энн Дакр (около 1521—1581), дочери Уильяма Дакра, 3-го барона Дакра из Гилсланда, и Элизабет Толбот. В этом браке родились ещё двое сыновей и одна дочь:
- Джордж Клиффорд, 3-й граф Камберленд (1558—1605)[4];
- Фрэнсис Клиффорд, 4-й граф Камберленд (1559—1641)[4];
- леди Фрэнсис Клиффорд (умерла в 1592), жена Филиппа Уортона, 3-го барона Уортона[4].